# Унко-рю
Унко-рю (яп. 雲弘流, «школа всеохватывающих / всеобъемлющих облаков») — древняя школа кэндзюцу, классическое боевое искусство Японии, основанное в середине XVIII века мастером по имени Хигути Ситиро.

## История
Школа Унко-рю была основана мастером по имени Хигути Ситиро, который изучал традиции стиля Катори Синто-рю. Позже Ситиро реконструировал свои знания и основал собственный стиль под названием Хироси-рю или Ко-рю (яп. 弘流). Изначально традиции этого боевого искусства на протяжении двух поколений передавались среди членов клана Окусю Итацу, однако позже они были переданы клану Хиго, где он был переименован в Унко-рю.
Текущим, 19-м хранителем традиций стиля Унко-рю является Иноуэ Хиромити Юкумо (яп. 井上弘道尤雲). Штаб-квартира школы располагается в Кумамото, Япония. По состоянию на 2014 год Унко-рю входит с состав организации Нихон Кобудо Кёкай.